# Otto Djerf
Otto Djerf, född 12 december 1868 i Fägre socken, Skaraborgs län, död 22 februari 1954 i Förlövsholm, Kristianstads län, var en svensk målare och skulptör.
Han var son till rättaren Johannes Djerf och Beata Johansson samt från 1898 gift med Arvida Kristiansson. Djerf arbetade först som kontorist men övergav den yrkesrollen för sitt eget skapande. Han var som konstnär autodidakt. Han medverkade i utställningar med Skånes konstförening, Ängelholms konstförening och Helsingborgs konstförening. Hans konst består av landskapsgouacher från Hallandsåsen och Skälderviken och expressionistiska träskulpturer. För Förslövs kyrka utförde han ett krucifix och skulpterade lampetter i svart ek.